# Eudorellopsis biplicata
Eudorellopsis biplicata is een zeekommasoort uit de familie van de Leuconidae. De wetenschappelijke naam van de soort is voor het eerst geldig gepubliceerd in 1912 door Calman.